# Natalia Narotchnitskaïa
Natalia Alekseïevna Narotchnitskaïa (en russe : Наталия Алексеевна Нарочницкая) est une universitaire, historienne et femme politique russe, née le 23 décembre 1948 à Moscou.

## Biographie
Fille d'Alexeï Leontievitch Narotchnitskii, historien spécialiste de l'histoire de la Russie au XIXe siècle, Natalia Narotchnitskaïa est titulaire d'un doctorat en histoire, diplômée de l'Institut d'État des relations internationales de Moscou (МGIMO) ; elle a travaillé de 1982 à 1989 au secrétariat de l'ONU, à New York, et est actuellement chargée de recherche à l'Académie des sciences de Russie (РАН), spécialisée dans l'étude des relations internationales. Elle est l'auteure de plusieurs ouvrages sur la politique de l'Europe occidentale. L'un de ceux-ci (Que reste-t-il de notre victoire ? Russie-Occident : le malentendu) a été traduit et publié en France en 2008 (Éditions des Syrtes).
Fervente nationaliste, antimarxiste, orthodoxe et slavophile, elle professe des positions anti-atlantistes marquées, ayant par exemple soutenu la politique serbe pendant la guerre de Yougoslavie, ou plus récemment le pouvoir russe dans le conflit tchétchène. En 2003, elle a été depuis élue à la Douma comme représentant du parti de la Patrie, Rodina, sans pour autant étant membre de ce parti, et siégeant dans le groupe de Russie juste ; elle a été nommée vice-présidente de la Commission des  affaires internationales. Non réélue en 2007, elle s'est consacrée à la formation en France de l’Institut de la démocratie et de la coopération basé à Paris. Elle est membre permanent du club d'Izborsk.

## Ouvrage
- Que reste-t-il de notre victoire ? : Russie-Occident, le malentendu (traduit du russe par Jacques Imbert, avec une préface de François-Xavier Coquin et une postface de Jacques Sapir), Éditions des Syrtes, Paris, 2008, 203 p.,  (ISBN 978-2-84545-132-2). – Publication originale : За что и с кем мы воевали, минувшее, 2005, 80 p.,  (ISBN 5-902073-37-5).